# Scherzo
Scherzo (plural: Scherzi), italienska för skämt, är en konstmusikalisk formtyp.

## Innebörd

### Mellansats
Dess klassiska plats är som mellansats, ofta lössläppt eller humoristisk, i en symfoni, sonat, stråkkvartett eller annat musikverk. I ett fyrsatsigt verk kan scherzot vara den tredje (vanligast) eller andra satsen. Är verket tresatsigt kan scherzot vara insprängt i den långsamma satsen; så är fallet ofta i Franz Berwalds symfonier.
Formen härstammar från den menuett som verk i sonatform ofta innehöll under den wienklassiska epoken.

### Separat stycke
Scherzot förekommer också som separat musikstycke. Särskilt Frédéric Chopins fyra scherzi för piano är välkända.
Exempel:
- Frédéric Chopin: Scherzo nr 4 i E-dur
- Marcel Dupré: Scherzo för orgel

## Övriga användningsområden
Scherzo är även namnet på en novell av Willy Kyrklund och ingår i hans novellsamling "8 variationer". 